# Sphaerocarpos
Sphaerocarpos là một chi rêu trong họ Sphaerocarpaceae.